# Ngựa bạch Camarillo

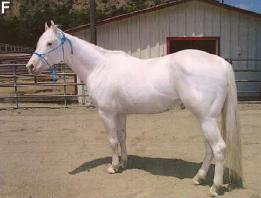
Một con ngựa bạch Camarillo

Ngựa bạch Camarillo là một giống ngựa hiếm được biết đến với màu trắng tuyền của nó. Đây là một dạng ngựa bạch. Chúng được lai tạo bởi ông Adolfo Camarillo khi mua một con ngựa đực 9 tuổi tên là Sultan tại Hội chợ bang California tại Sacramento. Con ngựa trắng California được sở hữu và nuôi của gia đình Camarillo cho đến khi cái chết của con gái Adolfo Camarillo là Carmen vào năm 1987. Chúng được công nhận là giống ngựa từ năm 1930.
Không giống như một con ngựa màu xám được sinh ra bóng tối và làm sáng khi già đi, con ngựa bạch Camarillo là giống ngựa có màu sắc trắng từ khi sinh ra và vẫn mang sắc trắng trong suốt cuộc đời của chúng. Chúng được biết đến có cẵng chân tay mạnh mẽ, một khuôn mặt biểu cảm, đôi mắt to và cổ nổi cong. Dù vậy, vì vì có gen khác nhau có liên quan, ngựa Camarillo trắng không mang gen cho hội chứng gì.

## Đặc điểm
Ngựa bạch Camarillo xuất hiện là do sự đột biến của nguồn gen, do đột biến kiểu gen EDNRB quy định màu lông trắng. Đây chính là sự kết hợp của hai nguồn gen bệnh vốn có của loài ngựa để ra loại hình ngựa bạch, ngựa bạch là con ngựa bệnh tương tự như con người bị bệnh bạch tạng. Tỷ lệ ngựa bạch so với các thứ ngựa khác chỉ chiếm 1/100, khoảng 100 cá thể ngựa đực cái thì mới sinh ra một con ngựa bạch. Đột biến gây bạch tạng (albinos), ngựa bạch tạng có màu trắng tuyền nhưng ở bẹn, ở bụng thường phơn phớt hồng và con mắt, mi mắt thường đỏ, con vật có vẻ không chịu ánh sáng gắt. Một kểu gen khác (Cream gen) cũng thể hiện màu sắc khá giống với đặc điểm ngựa bạch, chỉ khác là ngựa có màu mắt xanh và màu lông da vẫn tồn tại màu vàng nhạt (Pale Golden), màu này rất dễ nhầm lẫn với ngựa bạch. 

## Sắc tố
Ngựa bạch trắng tuyền hoặc trắng ánh kim, màu trắng tuyền (WW) là trội so với các màu tuyền khác, tổ hợp gen Ww thể hiện kiểu hình giống với ngựa bạch. Màu trắng trội, như tên của nó là màu sắc trội về mặt di truyền. Ít nhất hoặc bố hoặc mẹ phải là trắng trội và không bỏ qua các thế hệ vì nó không phải là tính lặn. Tuy nhiên, những biến dị hay đột biến mới tạo ra màu trắng trội cũng thỉnh thoảng xảy ra. Giống ngựa bạch đã được thí nghiệm và thu được được kết quả chứng minh màu sắc (trắng) của ngựa phân ly theo định luật 2 của Mendel.
Các kiểu hình mất sắc tố có nhiều nguyên nhân di truyền khác nhau và chúng mới đây được nghiên cứu thường lập bản đồ cho gen EDNRB (thụ thể endothelin loại B) và gen KIT (đột biến trội của một gen). Màu sắc (trắng) của ngựa tuân theo định luật 2 về phân ly của Mendel: chọn ngựa theo màu trắng thì hai công thức là có lợi. Công thức cho một tỷ lệ trắng bạch trên 50%. Quy định màu trắng là gen trội W. Nếu ngựa đực bạch lai với ngựa cái bạch sẽ cho ra đời con 50% màu trắng (Ww), 25% ngựa màu (ww), 25% (WW) sẽ chết thai.
Màu trắng tuyền (WW) trong hỗn hợp màu sắc là trội nhưng đặc biệt, không tồn tại dưới dạng đồng hợp (WW) mà chỉ tồn tại dưới dạng dị hợp Ww. Trong thực tế có thể kiểm tra hiện tượng này vì không có con ngựa nào trắng hoàn toàn, hoàn hảo vì xen lẫn với các lông trắng, bao giờ cũng có một ít lông màu khác ở bụng, ở bờm, ở đuôi, ở mang tai càng thấy rõ hơn. Vì vậy khi con vật có mảng trắng trên nền đen, nền nâu thì màu trắng lấn át nên các loại ngựa ấy được gọi là trắng - xám, trắng hồng chấm trắng, lang trắng có thể không rộng lắm trên cơ thể nhưng cũng thường thấy ở mũi, mí mắt, phần dưới tứ chi, bờm, đuôi.
Có 11 biến thể của trắng trội được biết đến, mỗi biến thể lại ứng với một con thủy tổ trắng ngẫu nhiên và một đột biến trên gen KIT. Không có con ngựa nào được xác nhận là trắng trội đồng hợp tử và các nhà khoa học cho rằng ít nhất một số dạng trắng trội tạo nên phôi không thể sống trong trạng thái đồng hợp tử. Có 11 biến thể của trắng trội được biết đến, mỗi biến thể lại ứng với một con thủy tổ trắng ngẫu nhiên và một đột biến trên gen KIT.
Không có con ngựa nào được xác nhận là trắng trội đồng hợp tử và các nhà khoa học cho rằng ít nhất một số dạng trắng trội tạo nên phôi không thể sống trong trạng thái đồng hợp tử. Trong khi đột biến đồng hợp tử ở chuột thường liên quan đến bệnh thiếu máu và vô sinh, thì ở ngựa bạch lại không thấy tác động như vậy. Ngựa bạch xuất hiện là do sự đột biến của nguồn gen. Đây chính là sự kết hợp của hai nguồn gen bệnh vốn có của loài ngựa để ra loại hình ngựa bạch. Thực tế, số lượng alen của gen KIT của ngựa được mô tả đến mức độ phân tử là nhiều hơn bất kỳ các gen nào khác ở các loài vật nuôi khác. Qua các kết quả trên cho thấy sử dụng các kỹ thuật di truyền phân tử như giải trình tự gen, PCR-RFLP đã xác định được các kiểu gen quy định các màu sắc lông khác nhau ở ngựa. 

## Dị hợp tử
Gen màu trắng ở ngựa không những là gen dị hợp (trong đó W là trội) trong một bộ gen hỗn hợp tác động qua lại (epitatique) mà còn chịu ảnh hưởng của hai đột biến không có lợi. Đột biến gây chết hay nửa gây chết (lethal, semi-lethal) nên con trắng có thể gây chết khi còn là bào thai. Ngựa bạch tạng thường không có khả năng sinh sản, ngựa con màu trắng sinh ra thường bị chết (hội chứng OLWS). Đột biến hai nucleotid (TC353-354AG) trong gen Endothelin-B receptor (EDNRB) liên quan với hội chứng chết của ngựa con màu trắng (OLWS-overo lethal white symdrom). Đột biến dẫn đến thay đổi amino acid từ Isoleusine sang Lysine của G- protein couple receptor. Hội chứng ngựa con chết được phát hiện là do đột biến đồng hợp tử, do bố mẹ mang kiểu gen dị hợp tử.
Trên đàn ngựa 945 con màu trắng cho thấy tất cả ngựa con có hội chứng OLWS là dạng đồng hợp tử của đột biến endothelin-B receptor Ile118Lys và không tìm thấy ngựa trưởng thành mang kiểu gen đồng hợp tử này. Màu lông trắng được liên kết chặt chẽ với kiểu gen EDNRB. Kiểm tra AND (kiểu gen EDNRB) là cách duy nhất để xác định chắc chắn liệu các con ngựa màu trắng có thể sinh ra ngựa con bị mắc hội chứng OLWS hay không. Có 4 đột biến độc lập trong gen KIT ở ngựa chịu trách nhiệm về kiểu hình màu lông trắng trội trong nhiều giống ngựa. Trong 7 họ ngựa nghiên cứu, chỉ duy nhất một họ ngựa trắng có mang các đột biến trong kiểu gen. Những đột biến được phát hiện mới đây gồm hai đột biến dịch khung, hai đột biến nhầm nghĩa và ba đột biến về vị trí ghép cặp (c.338-1G>C; c.2222-1G>A; c.2684+1G>A).
Sử dụng kỹ thuật PCR-RFLP từ cặp mồi ps2/hex1 cho thấy sản phẩm PCR là 155 bp. Cắt sản phẩm PCR bằng enzym giới hạn BfaI cho thấy ngựa trắng mang alen chết có hai băng 136 bp và 19 bp, nhưng ngựa bình thường sản phẩm PCR không bị cắt. Nhân sản phẩm PCR từ cặp mồi ps4/ps5 sản phẩm PCR là 90 bp. Cắt sản phẩm PCR bằng enzym giới hạn Sau 3AI cho thấy ngựa mang alen chết không bị cắt, nhưng ở ngựa bình thường sản phẩm PCR được cắt thành hai băng 70 bp và 20 bp. Trên đàn ngựa 945 con màu trắng cho thấy: tất cả ngựa con có hội chứng OLWS là dạng đồng hợp tử của đột biến endothelin-B receptor Ile118Lys và không tìm thấy ngựa trưởng thành mang kiểu gen đồng hợp tử này.